# کارول کلیولند
کارول کلیولند (انگلیسی: Carol Cleveland؛ زادهٔ ۱۳ ژانویهٔ ۱۹۴۲) یک هنرپیشه، و کمدین اهل بریتانیا است.
از فیلم‌ها یا برنامه‌های تلویزیونی که وی در آن نقش داشته است می‌توان به زندگی برایان، معنای زندگی از مانتی پایتون، مانتی پایتون و جام مقدس، کنتسی از هنگ‌کنگ اشاره کرد.